# Bencze József (költő)
Bencze József (Boronka, 1937. augusztus 4. – Budapest, 1988. február 2.) tanár, költő.

## Életpályája
Nyolc holdas paraszti család késői gyermekeként született. Az általános iskolát Boronkán, a középiskolát Csurgón végezte. Budapesten magyar-könyvtár szakos tanári diplomát szerzett. Tanulmányai elvégzéséhez nagyon sok segítséget kapott az akkori állami szervektől, de betegsége (csonttuberkulózis) miatt a tanári pályát nem tudta folytatni. Boronkáról Marcaliba, majd Budapestre költözött.
Váratlanul, közvetlenül első rádiós irodalmi műsora előtti napon, szívelégtelenségben hunyt el.

## Munkássága
Versei főként irodalmi folyóiratokban és antológiákban - Első ének (1968), Forrás (1980, 1981), Hevesi Szemle (1983), Kortárs (1970), Mozgó Világ (1971, 1985), Palócföld (1969-1978), Új Aurora (1978-1979), Világosság (1974), Vigilia (1972, 1978, 1979), Jelenkor, Élet és Irodalom) - jelentek meg, de több versét közölte a mai Somogyi Hírlap elődje is. Kedvelt formája a dal, a ráolvasó, a népi mondóka, a varázsének, a sirató.
A Cigányderes című kötetének fülszövegét idézve: "Igazi örömöm a vers, a költészet maradt. Az íráshoz az első igazi ösztönzést és a legtöbb baráti segítséget szigorú bírálómtól, Nagy Lászlótól kaptam. Sokat segítettek Fodor András, Takáts Gyula is, hogy a somogyi szivárvány ragyogjon mindig a lángban. Türelmetlen lábadozásaim sóhajai ezek a versek, bárhol és bármikor íródtak. A csontfehér világ lett a gyógyítóm és rettenetem. A halál tisztelete tanított meg ragaszkodni az élethez."
Második, és egyben utolsó verseskötetéről (Hátamon csillagbatyuval) a Hevesi Szemle 1988. áprilisi száma közölt posztumusz kritikát.

## Művei
- Cigányderes (versek, Kaposvár, 1974)
- Hátamon csillagbatyuval (versek, Budapest, 1987)